# 田纳西州
田纳西州（英語：State of Tennessee），位于美国南方，首府及最大城市為納許維爾，是美國音樂聖地，也是美国乡村音乐的中心。其他著名城市还有孟菲斯、诺克斯维尔和查塔努加。美国2020年人口普查显示，田纳西州共有人口6,910,840人，较10年前增长了8.9%，这主要得益于纳什维尔都会区的增长。2023估计田纳西州的人口为7,126,489人。
田纳西州是美国南方州份，地理分类一般将其划归阳光带北部、美国东南部地区，文化上属于美国南方，有时被认为是深南州（Deep South States），文化和民风保守淳朴，乡村文化非常繁荣兴盛，美国的乡村音乐就发源于田纳西州。

## 历史
田納西州早在12,000年前已經有印第安人定居，至1539年被西班牙探險家發現。早期欧洲探险家一般沿着河流进行探索，所以欧洲人最先到达的地方是田纳西州西部的密西西比河沿岸。田納西名稱由來眾説紛紜，其中一種説法是源自1567西班牙船長胡安·帕爾多（Juan Pardo）發現印第安村落塔納西（Tanasqui）而得名。17世纪后法国的势力在该地区逐渐取得主导地位，法国皮毛贸易商和殖民者开始沿着密西西比河及其支流田纳西河进行殖民活动，例如修建贸易站和传教站等。但由于敌对的印第安部落的攻击和茂密的林地难以开垦，法国人并没有对该地区进行严密的控制和积极的开发。但随着欧洲人的到来，本地的印第安人因為对旧大陆疾病（天花、疟疾、伤寒、黄疸等）没有免疫力而死伤惨重，加上欧洲殖民者的频繁活动而遷離田納西州，而歐洲人口尤其是法国人也由西向东沿着田纳西河擴散。
1756-1763年间的英法七年战争的主战场并不在田纳西，但田纳西地区最终因为法国的战败而在《巴黎条约》中和新法兰西以及路易斯安那东部一同被英国割走。由于本地法国人人口很少，所以英国在东岸的十三个殖民地的居民开始大量迁入，尤其是来自于南北卡罗莱那（时称卡罗莱那省）的居民，他们不仅仅带来了欧洲人口，也带来了南方的奴隶制，并开始在有着优越农业条件的田纳西开垦土地种植棉花。
美国独立战争期间大陆军有时会进入当时隶属于卡罗莱那省的田纳西地区，但这里稀少的人口和原始落后的生产力使得田纳西没能成为战略必争之地。但随着1783年英美《巴黎条约》的签署，密西西比河以东的英国殖民地成为了美国的边疆地带，田纳西被划给东部的北卡罗来纳州。随着迁入人口的增加，田纳西摆脱北卡罗来纳州的管制的呼声越来越强烈，此后田纳西被从北卡罗来纳州划出，成立了西南领地，该领地也受到《西北法令》的制约和管制。但领地的发展速度很快，迅速超过了建州所需的6万人口门槛，于是1796年田納西州成為被美國聯邦政府承認為第16個州份。
19世纪上半叶，由于蒸汽船和铁路带来的交通革命，田纳西州的农业受到巨大的刺激，大量土地被开垦为种植园，种植棉花并经由田纳西河、密西西比河出口到美国东岸和欧洲。劳动密集型的棉花行业需要大量廉价劳动力，所以田纳西州一直坚定地支持奴隶制。田納西州又稱義勇軍之州（The Volunteer State）。该别名始於1812年戰爭（War of 1812），即第二次独立战争，战争期间有上千名来自田纳西州的義勇軍应征加入美军，特別是在新奥尔良战役。美墨战争（Mexican War）时期，政府向田纳西州征召2800名义勇军参战，结果当地民众一呼百应，总计3万人应征入伍。
随着1860年林肯的胜选和萨姆特堡要塞事件的激化，南方各州决心脱离美国，经济上与奴隶制和南方各州深度绑定的田纳西州也加入了邦联阵营。但由于北边的肯塔基州最终选择了效忠联邦政府，田纳西成为了两军对峙和交战的前沿阵地。1865年，邦联军队投降，田纳西州被联邦政府施以数年的军事管制，期间民政政府被军队接管。田纳西州再次被联邦接纳后不久，南方民主党逐渐掌控了政局，这导致了大量具有种族歧视色彩的种族隔离法律和吉姆·克劳法的制定和实施。
廉价劳动力（奴隶）和国际市场（主要是英国，由于内战期间联邦军队对邦联进行封锁，导致英国在英属印度开拓棉花种植来保证原料供应）的丧失，加上战争对基础设施的破坏，导致了整个南方棉花种植业的迅速衰败，田纳西州亦是如此。该州农村地区经济低迷，失业率高，尤其是黑人。大量黑人在此期间迁移到大城市和北方各州的工业区寻找就业岗位，田纳西州的黑人人口占比停滞不变甚至还小幅下降。在此期间孟菲斯和纳什维尔因为重工业迅速发展，成为南方工业中心之一。
二战爆发后，美国军方在田纳西州东部诺克斯维尔附近的橡树岭建立了国家实验室（曼哈顿计划的一部分）。战后由于各种新工业和新经济形态的出现，田纳西州的经济开始多元化，医疗、金融、IT、航空等工业开始崛起，成为该州新的经济增长点。

## 法律和政府
田纳西州州長的任期4年一届，不限届数，但连续执政不得超过两届。州参议院发言人相当于政府副职。州议会（州的立法机关）也就是州参议院和州眾議院兩院。州參議院由33个成员组成，四年一届。州众议院由99个成员组成，两年一届。最高级的法院是州最高法院。由一名主法官和四名助理法官组成。上诉法庭有12名法官，刑事法庭有9名法官。
田纳西州现行的州宪法是1870年通过的，该州历史上曾有3部宪法：第一部是1796年通过的，也正是在这一年田纳西州加入了合众国；另一部是1834年通过的。與其他南方的州份一樣，在重建時期之後，政治長期由南方民主黨人把持，儘管共和黨人得以長期控制東部的勢力範圍，自1881年以來一直控制東部的兩個選區，在重建時期至1960年代以前曾有兩個共和黨人州長，此後逐漸成為共和黨的勢力範圍。阿爾·戈爾及其父親皆曾任該州的參議員，戈爾成為副總統後，田纳西州進一步倒向共和黨，使戈爾後來在2000年美國總統選舉在其家鄉敗給小布什，是少數在家鄉落選的總統候選人之一。

## 地理
田纳西州北临肯塔基州和弗吉尼亚州，东邻北卡罗莱那州，南临乔治亚州、阿拉巴马州、密西西比州，西与阿肯色州、密苏里州隔田纳西河相望。
东部是山地和高原，中、西部为平原，西境有密西西比河冲积平原。
最高峰为克林曼穹丘（Clingmans Dome）海拔2025米（6643英尺），大烟山国家公园就坐落于此。
传统上，根据人口的发布将田纳西州分为三大区，东、中、西田纳西。
从西到东，大致上有6种主要的地理特征，它们是：
- 沿河湾平原（Gulf Coastal plain）
- 纳什维尔盆地（Nashville Basin）
- 高地环（Highland Rim）
- 坎伯兰高原（Cumberland Plateau）
- 阿巴拉契亚山岭及山谷（Ridge-and-valley Appalachians）
- 蓝岭山脉－包括大烟山

田纳西州冬温夏热，年降水量1100－1200毫米。

## 经济

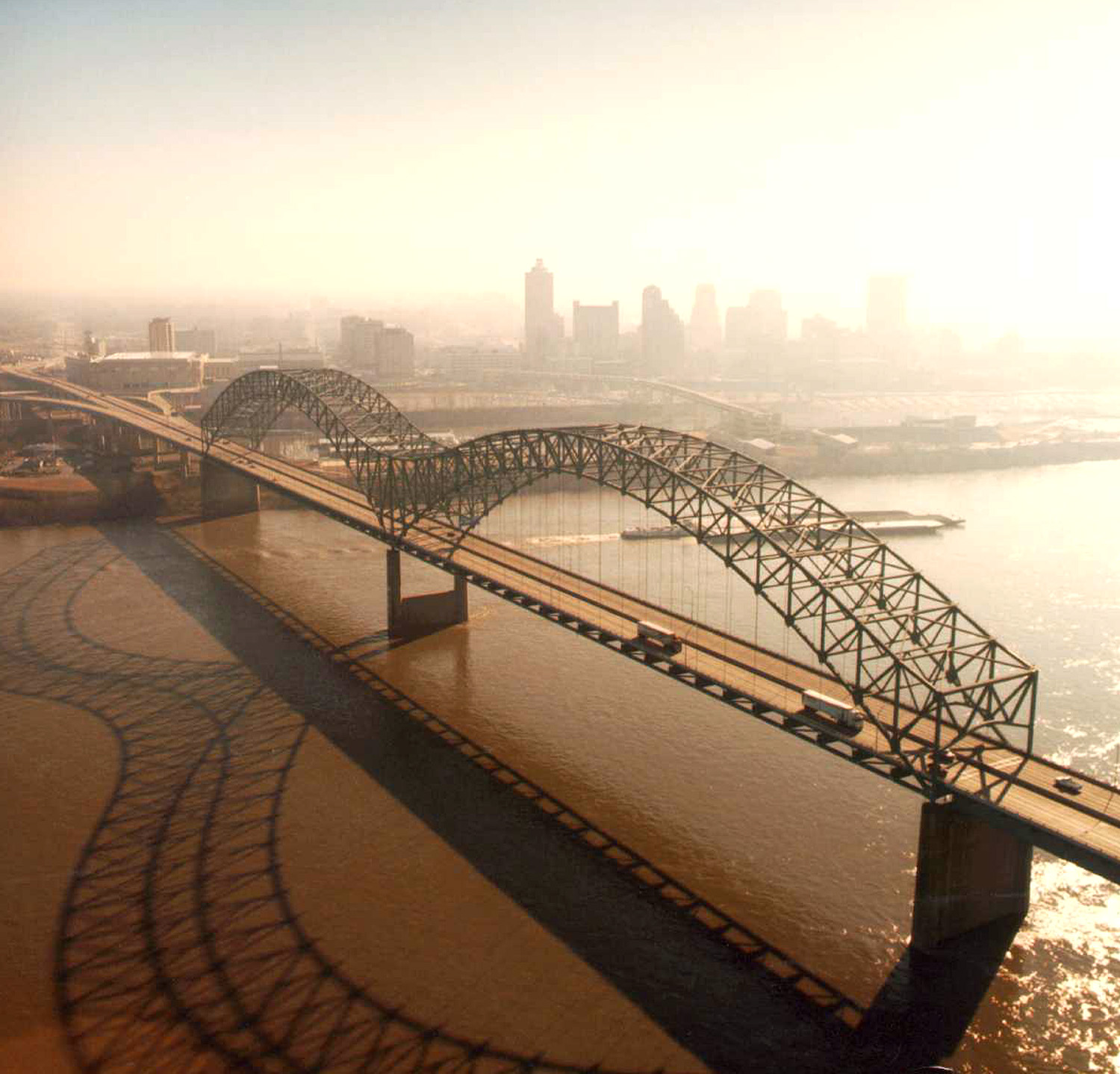
迪索托橋

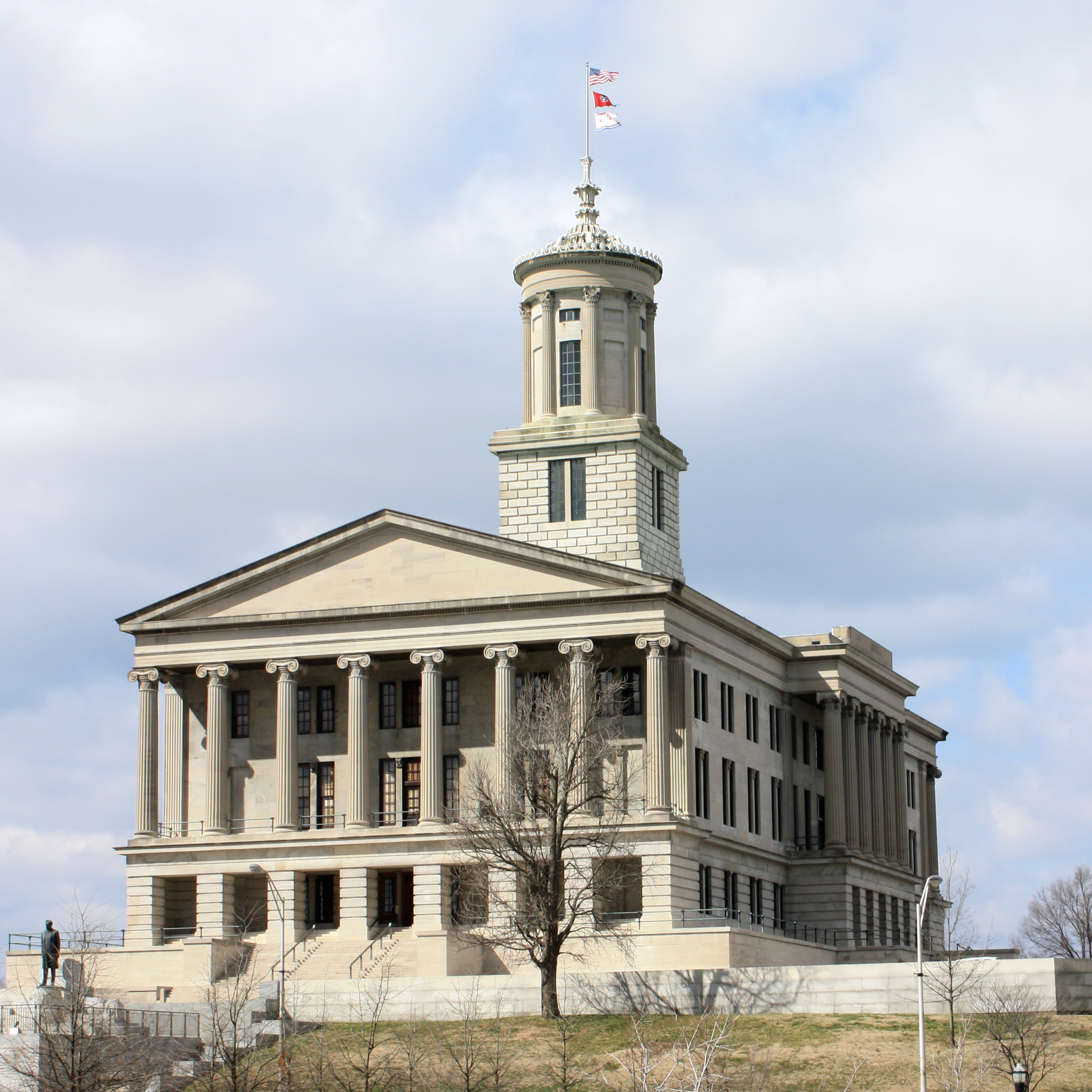
田纳西州議會大厦

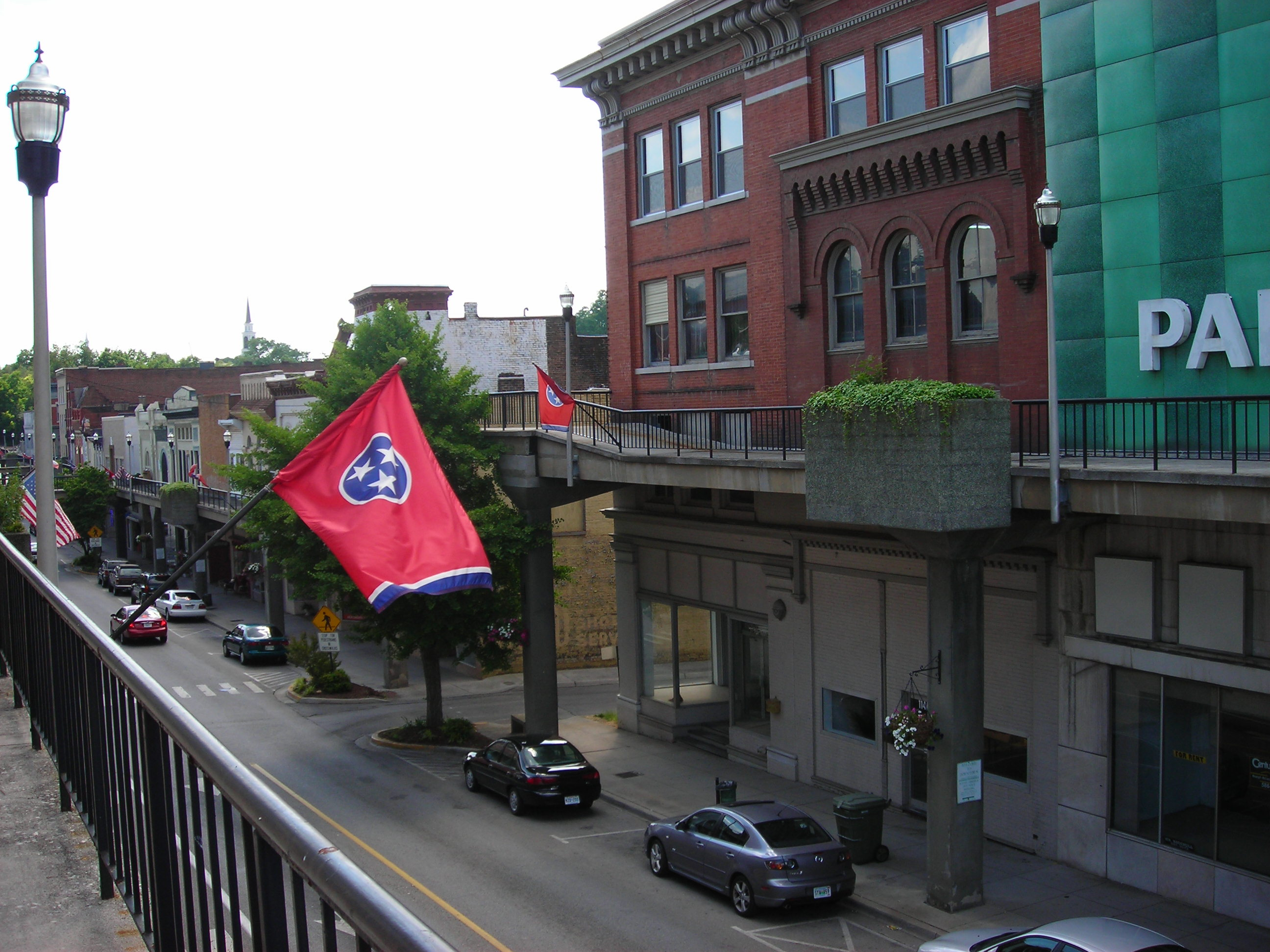
摩里斯敦市

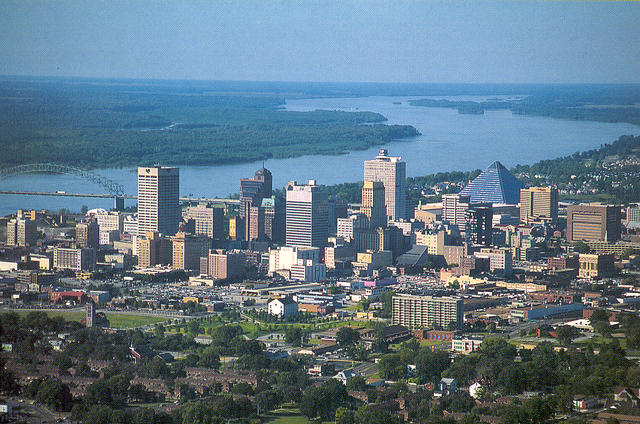
孟菲斯 (田納西州)

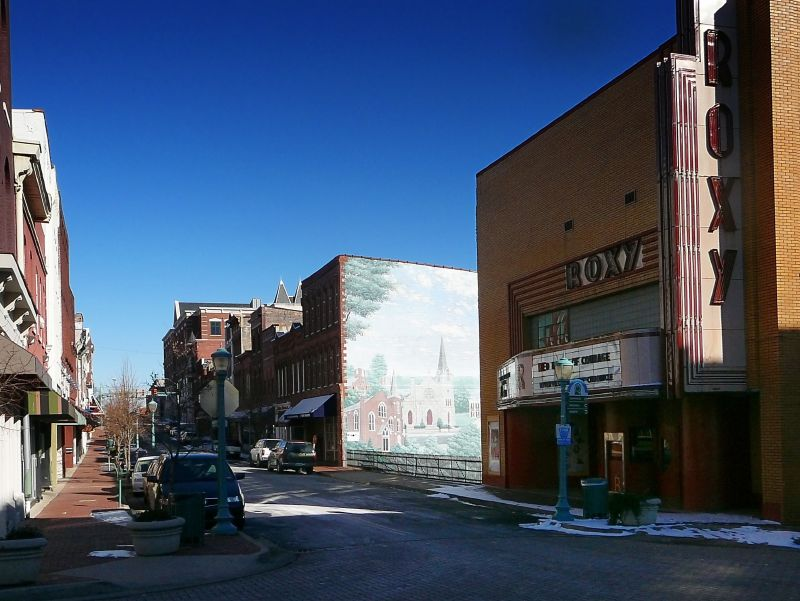
克拉克斯維爾

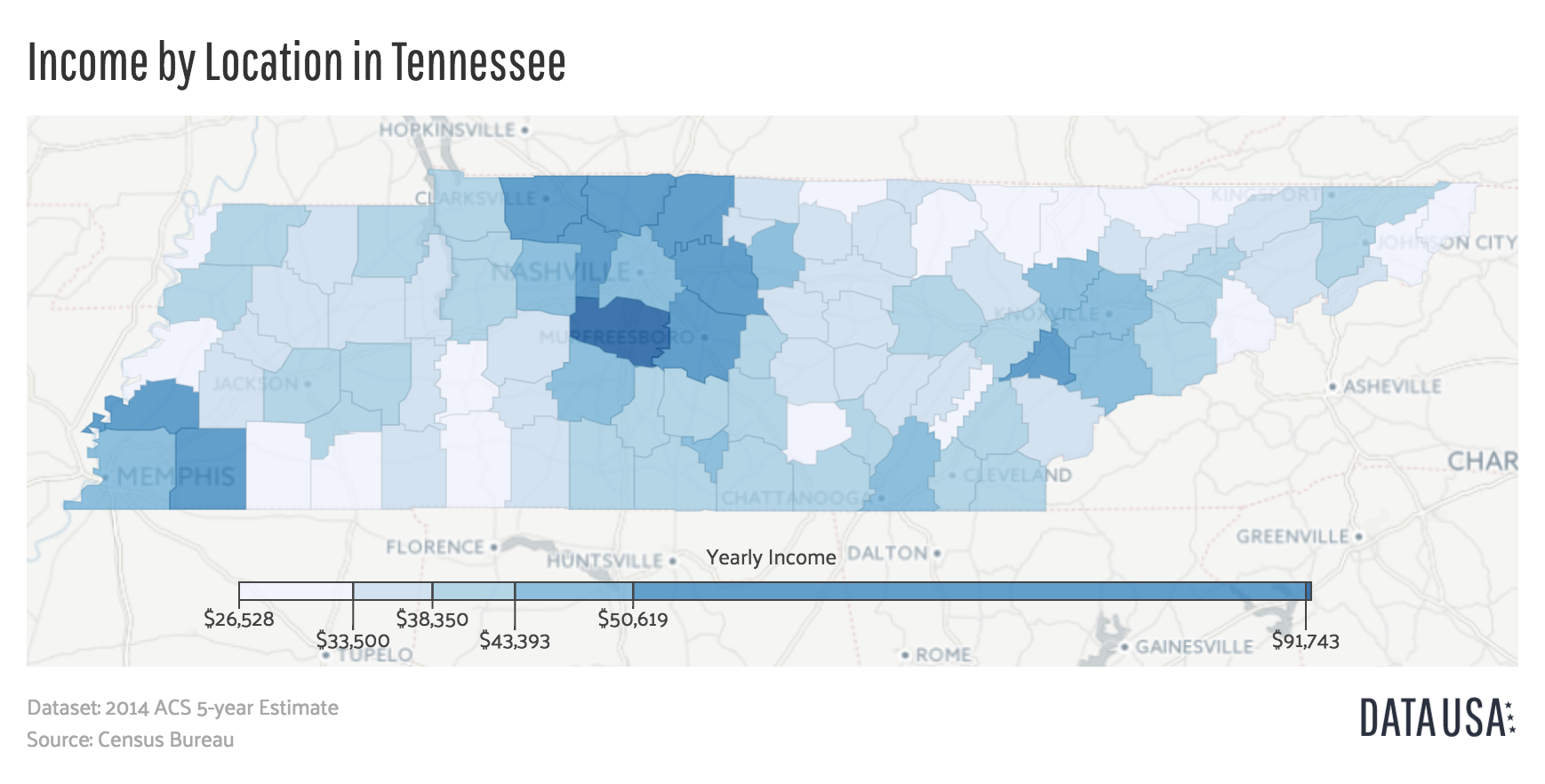
显示田纳西州各县的地理地图，按该县平均收入的相对范围进行着色

图表显示田纳西州贫困率，按年龄和性别划分（红色=女性）

截止2021年，田纳西州的国民生产总值为4183亿美元。2020年，该州的人均个人收入为30,869美元。家庭收入中位数为54,833美元。约13.6%的人口生活在贫困线以下。
根据美国经济分析局2001年的统计，田纳西州毛的州产值是$115,204,000,000，占国家总的毛收入的1.1%。人均收入为$26,808，排36位，大蕭條時期成立的計畫經濟部門-田納西河谷管理局也對當地經濟有重大貢獻至今。
該州主要以牧牛和棉花種植為主。目前該州共有82,000個農場，其中59%是用來飼養牛的。雖然當地早有種棉花，但其大規模種植到1820年以後才開始。現在大豆也在田納西州大規模種植，主要集中在州的西北部。
多家主要集團總部設於田納西州：
- 国际纸业（International Paper）
- 聯邦快遞
- 伊士曼化工（Eastman Chemical）
- 日產美國總部

## 人口
| 调查年            | 人口      | 备注 | %±     |
| ----------------- | --------- | ---- | ------ |
| 1790              | 35,691    |      | —      |
| 1800              | 105,602   |      | 195.9% |
| 1810              | 261,727   |      | 147.8% |
| 1820              | 422,823   |      | 61.6%  |
| 1830              | 681,904   |      | 61.3%  |
| 1840              | 829,210   |      | 21.6%  |
| 1850              | 1,002,717 |      | 20.9%  |
| 1860              | 1,109,801 |      | 10.7%  |
| 1870              | 1,258,520 |      | 13.4%  |
| 1880              | 1,542,359 |      | 22.6%  |
| 1890              | 1,767,518 |      | 14.6%  |
| 1900              | 2,020,616 |      | 14.3%  |
| 1910              | 2,184,789 |      | 8.1%   |
| 1920              | 2,337,885 |      | 7.0%   |
| 1930              | 2,616,556 |      | 11.9%  |
| 1940              | 2,915,841 |      | 11.4%  |
| 1950              | 3,291,718 |      | 12.9%  |
| 1960              | 3,567,089 |      | 8.4%   |
| 1970              | 3,923,687 |      | 10.0%  |
| 1980              | 4,591,120 |      | 17.0%  |
| 1990              | 4,877,185 |      | 6.2%   |
| 2000              | 5,689,283 |      | 16.7%  |
| 2010              | 6,346,105 |      | 11.5%  |
| 2020              | 6,910,840 |      | 8.9%   |
| 2023年估计        | 7,126,489 |      | 3.1%   |
| Source: 1910–2020 |           |      |        |

2010年人口普查，田納西州有6,346,105人。目前田納西州的種族比例可分為：
- 77.6%－白人
- 16.7%－非裔或黑人
- 4.6%－拉美裔人
- 0.3%－印地安原住民
- 1.4%－亞裔
- 1.7%－混血/多种族身份

根據人口普查，在田納西州的居民祖先中，美國本土化血統者（17.5%）最多，其次是非裔美國人（16.7%）、愛爾蘭人（9.3%）、英國人（9.1%）、德國人（8.3%）。
此外，五歲以下的居民占有6.6%，18歲以下則有24.6%。至於65歲以上則是12.4%。田納西州的女性略多於男性，百分比為51.3%。

## 行政區劃
田納西州下轄95個郡。

### 重要城市
州首府是納許維爾，城市范围最大，也是人口最多，占全州的20%。查塔努加和諾克斯維爾是靠近大烟山的东部地区城市，有差不多納許維爾或是曼非斯三分之一的人口。布利斯托、金斯波特、约翰逊城是由5个重要的人口中心组成的，通常称为“三角城市带”，坐落在州的大东北。
- 納許維爾 — 美國音樂聖地，鄉村音樂中心
- 曼非斯－蓝调音樂中心，马丁·路德·金在此被暗杀，貓王的故乡。FedEx全球總部所在地。
- 三城區（Tri-City Area）
  - 布利斯托（Bristol）－有重要的NASCAR（美国全国赛车联合会）赛事。
  - 金斯波特
  - 约翰逊城
- 查塔努加
- 諾克斯維爾
- 士麦那－日產汽車系列产品的制造地。
- 斯普林希尔（Spring Hill）－和士麦那一样，是重要的汽车制作中心，通用汽车的土星汽車制造工厂所在地。

### 都会区
| 排名 | 都会区名稱                                | 人口      |
| ---- | ----------------------------------------- | --------- |
| 1    | 纳什维尔-戴维森-默弗里斯伯勒-富兰克林 MSA | 1,930,961 |
| 2    | 孟菲斯 MSA (州内部分)                     | 1,037,852 |
| 3    | 诺克斯维尔 MSA                            | 883,309   |
| 4    | 查塔努加 MSA (州内部分)                   | 407,737   |
| 5    | 克拉克斯维尔 MSA (州内部分)               | 219,511   |
| 6    | 金斯波特-布里斯托尔 MSA (州内部分)        | 214,198   |
| 7    | 约翰逊城 MSA                              | 202,719   |
| 8    | 杰克逊 MSA                                | 129,209   |
| 9    | 克利夫兰 MSA                              | 123,625   |
| 10   | 莫里斯敦 MSA                              | 118,581   |

## 教育
詳見田納西州高等學校列表

## 交通

### 重要機場
- 孟斐斯國際機場（MEM）－西北航空轉運中心，聯邦快遞（FedEx）總部。从1993年到2009年，在货物运输量方面，孟菲斯国际机场是世界最大货运机场。在2010年，其货运量被香港国际机场超越而屈居第二，但依然是全美货运量最大的机场。
- 納許維爾國際機場（BNA）
- 三城机场（TRI）

### 重要高速公路
- 24號州際公路
- 40號州際公路
- 55號州際公路
- 65號州際公路
- 75號州際公路
- 81號州際公路

## 重要職業運動

### 美式橄榄球
- NFL
  - 田納西泰坦
- NCAA
  - 田纳西大学（Univerity of Tennessee）
  - 范德堡大学（Vanderbilt University）
  - 东田纳西州立大学（East Tennessee State University）
  - 中田纳西州立大学（Middle Tennessee State University）

### 棒球
- 小聯盟
  - 納許維爾天籟（Nashville Sounds，3A級太平洋岸聯盟，母隊：密爾瓦基釀酒人）
  - 曼菲斯紅鳥（Memphis Redbirds，3A級太平洋岸聯盟，母隊：聖路易紅雀）
  - 田納西煙山（Tennessee Smokies，2A級南方聯盟，母隊：芝加哥小熊）
  - 西田納西鑽石工（West Tenn. Dimond Jaxx，2A級南方聯盟，母隊：西雅圖水手）
  - 查塔努加觀景峰（Chattanooga Lookouts，2A級南方聯盟，母隊：辛辛那堤紅人）
  - 格林維爾太空人（Greenville Astros，新人級阿帕拉契聯盟，母隊：休士頓太空人）
  - 強森市紅雀（Johnson City Cardinals，新人級阿帕拉契聯盟，母隊：聖路易紅雀）
  - 金斯波特大都會（Kingsport Mets，新人級阿帕拉契聯盟，母隊：紐約大都會）
  - 伊利莎白頓雙城（Elizabethton Twins，新人級阿帕拉契聯盟，母隊：明尼蘇達雙城）

### 籃球
- NBA
  - 孟斐斯灰熊
- NCAA
  - 田纳西大学（University of Tennessee）
  - 范德堡大学（Vanderbilt University）
  - 孟菲斯大学（University of Memphis）
  - 东田纳西州立大学（East Tennessee State University）
  - 中田纳西州立大学（Middle Tennessee State University）

### 冰球
- NHL
  - 納許維爾掠奪者（Nashville Predators）

## 名人
- 威尔玛·鲁道夫（Wilma Rudolph）：1960年罗马奥运会获得三枚金牌。
- 泰勒絲（Taylor Swift）：美國流行樂天后
- 奧斯汀·絲薇芙特（Austin Swift）：美國演員，泰勒絲的弟弟
- 艾維斯·普里斯萊（Elvis Presley）：「貓王」，已故美國知名歌手和演員。
- 桃莉·巴頓（Dolly Parton）
- 麥莉·希拉（Miley Cyrus）：美國歌手
- 羅比雷·希拉（Billy Ray Cyrus）：美國歌手
- 梅根·福克斯（Megan Fox）：美國演員。
- 强尼·卡什（Johnny Cash）
- 阿尔·戈尔（Al Gore）：第45任美國副總統，曾任國會眾議員及參議員，2000年美國民主黨總統候選人。
- 埃斯蒂斯·基福弗（Estes Kefauver）
- 賈斯汀·提姆布萊克（Justin Timberlake）：美国歌手。
- 海莉·威廉斯（Heylay Williams）：Paramore樂團的主唱。
- 穆奇·貝茲（Mookie Betts）：美國職棒洛杉磯道奇明星外野手

## 外部連結
- 田納西州政府網站 （页面存档备份，存于）
- 田納西州旅遊業發展 （页面存档备份，存于）